# Ragusa-Gruppe

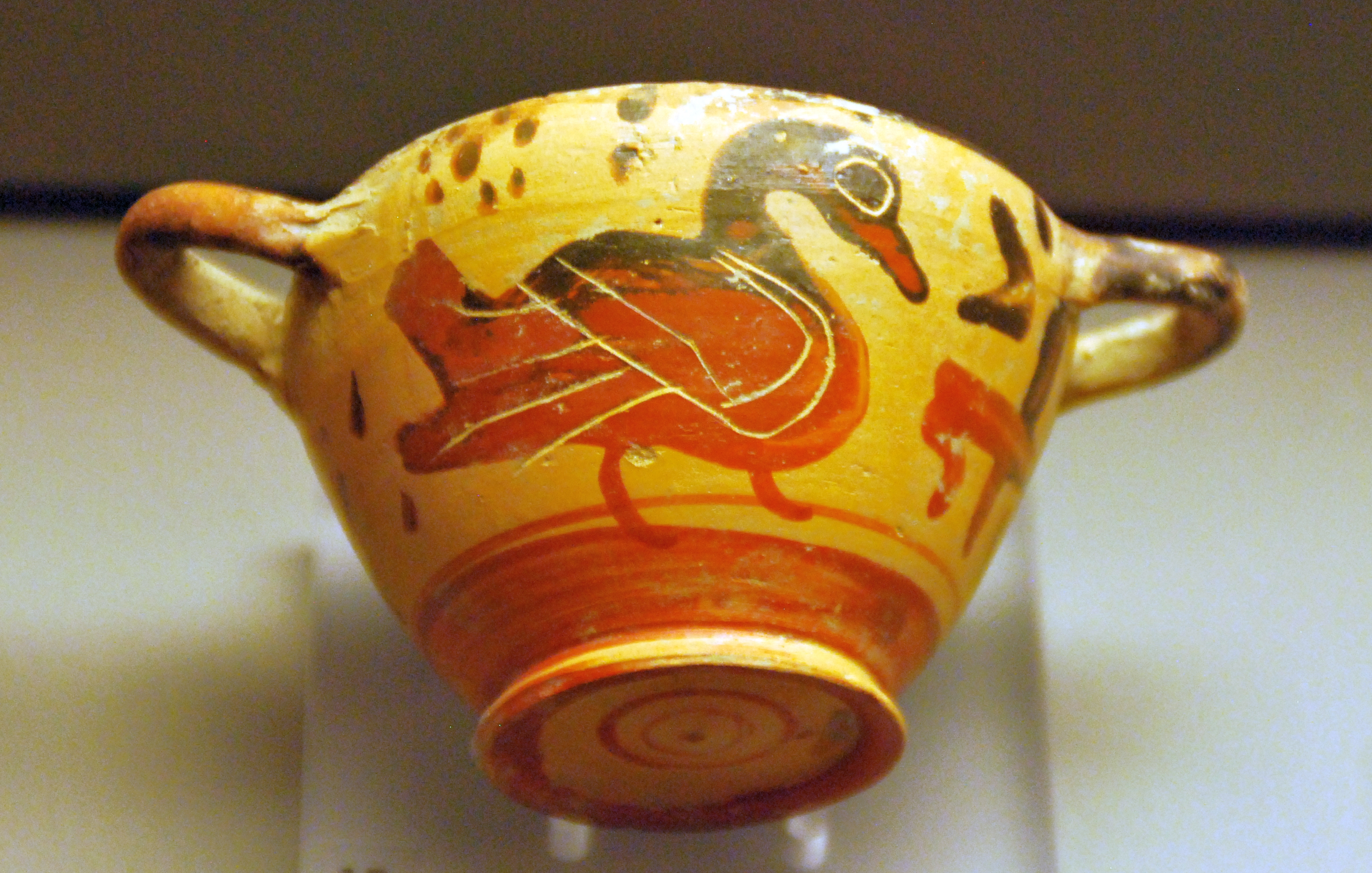
Miniatur-Skyphos der Ragusa-Gruppe; Museum für kykladische Kunst, Athen

Die Ragusa-Gruppe ist eine Gruppe von Vasenmalern des attisch-frühschwarzfigurigen Stils. Die Vertreter der Gruppe arbeiteten im ersten Drittel des 6. Jahrhunderts v. Chr. und orientierten sich am Stil der damals tonangebenden korinthischen Vasenmalerei. Der Polos-Maler gilt als Nachfolger der Gruppe. Die Gruppe erhielt ihren Namen von John Boardman nach einer Lekanis im Museum von Ragusa.